# Claudio Kammerknecht
Claudio Kammerknecht, né le 7 juillet 1999 à Emmendingen, est un footballeur international srilankais qui évolue au poste de défenseur central au Dynamo Dresde.

## Biographie

### Carrière en club
Né à Emmendingen en Allemagne, Claudio Kammerknecht est formé par le SC Fribourg,,.
Après s'être illustré avec les équipes de jeunes de Fribourg, portant le brassard de capitaine et gagnant la coupe junior, il intègre dès 2018 l'équipe réserve en Regionalliga Sud Ouest, avant de permettre leur promotion en championnat d'Allemagne de troisième division,.
En mai 2022, il est transféré au Dynamo Dresde en troisième division,, s'imposant rapidement comme titulaire avec l'équipe historique est-allemande,,,.

### Carrière en sélection
En septembre 2022, Kammerknecht est convoqué pour la première fois avec l'équipe senior du Sri Lanka pour un camp d'entrainement,. Il honore sa première sélection le 22 mars 2024 contre la Papouasie-Nouvelle-Guinée.
Il marque son premier but international le 10 septembre 2024, décisif lors d'un barrage contre le Cambodge qui qualifie son équipe pour le dernier tour des qualification à la Coupe d'Asie 2027.